# SSM-1B
L'SSM-1B Type 90 (90式艦対艦誘導弾, Kyūmaru shiki kantaikan yūdōdan) è un missile antinave superficie-superficie, versione navalizzata dell'SSM-1, impiegato sulle navi da combattimento della Forza marittima di autodifesa del Giappone. Il missile è prodotto da Mitsubishi Heavy Industries, ed è noto con la sigla SSM-1B, ma è  anche ufficialmente denominato come Type 90 Ship-to-Ship Missile (in giapponese Kyūmaru shiki kantaikan yūdōdan).
Il missile SSM-1B è entrato in servizio nel 1990, e ha progressivamente sostituito il missile americano RGM-84 Harpoon sulle navi giapponesi, e in particolare, è stato adottato per armare i cacciatorpediniere delle classi Murasame, Takanami, Atago, Akizuki e Asahi.

## Descrizione tecnica
Il missile superficie-superficie antinave Mitsubishi SSM-1B è lungo 5 m con il razzo booster (4 m senza il booster), ha un diametro di 0,35 m, un'apertura alare di 1,2 m, e pesa complessivamente 660 kg. La testata bellica ha un peso di 260 kg, ed è composta da esplosivo ad alto potenziale (HE). Il sistema propulsivo utilizza un turbogetto Mitsubishi TJM2 e un razzo booster che pesa 110 kg. La velocità massima è di 1.150 km/h, e la gittata fra 150 e 200 km. Il sistema di guida comprende il sistema di navigazione inerziale (INS), e per la fase terminale di volo la guida radar attiva (ARH). Il profilo di volo è sea-skimming, ossia al livello del mare a un'altitudine di appena 5 metri dalla superficie.

## Impiego operativo
Entrato in servizio nel 1990, il missile SSM-1B ha progressivamente sostituito l'americano RGM-84 Harpoon sulle navi giapponesi, ed è stato adottato per armare i cacciatorpediniere delle classi Murasame, Takanami, Atago, Akizuki e Asahi. Inoltre costituisce l'armamento principale delle motocannoniere missilistiche della classe Hayabusa.

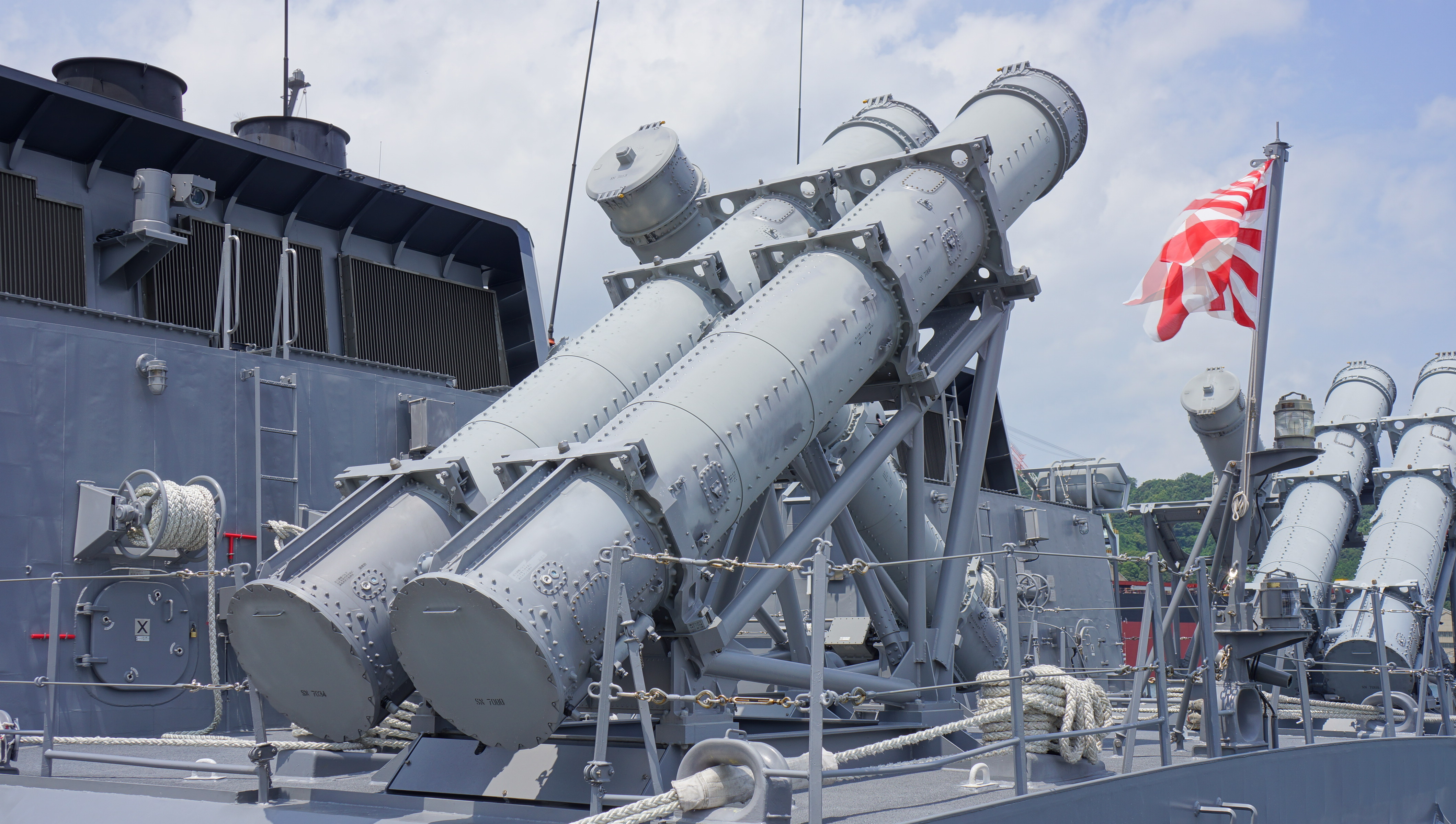
Immagine dei canister dei missili SSM-1B montati sulla motocannoniera Hayabusa.

## Evoluzione e versioni

Lo schema che mostra l'evoluzione dei missili antinave dall'ASM-1 fino ai nuovi SSM

La famiglia dei missili antinave giapponesi ha origine dal primo modello aviolanciabile ASM-1, simile al francese Exocet, e si è sviluppata attraverso miglioramenti costanti che hanno prodotto le versioni imbarcate e per lanciatore mobile terrestre. 
Una versione più potente dell'SSM-1B, chiamata SSM-2, ma anche denominata come Type 17 (Hitonana shiki kantaikan yūdōdan), è entrata in servizio nel 2017. Quest'ultima evoluzione ha più che raddoppiato la gittata del missile, portando il raggio d'azione a 400 km. Il missile SSM-2 è stato installato sui cacciatorpediniere della classe Maya e sulle fregate Mogami.

### Pubblicazioni
- Cristiano Martorella, La crescita dei missili antinave giapponesi, in Panorama Difesa, n. 389, Firenze, ED.A.I., ottobre 2019,  pp. 40-49.
- Cristiano Martorella, Il missile antinave Type 17, in Panorama Difesa, n. 420, Firenze, ED.A.I., luglio 2022,  pp. 72-75.